# Арарика
Арарика (порт. Araricá) — муниципалитет в Бразилии, входит в штат Риу-Гранди-ду-Сул. Составная часть мезорегиона Агломерация Порту-Алегри. Входит в экономико-статистический микрорегион Порту-Алегри. Население составляет 4781 человек на 2007 год. Занимает площадь 35,292 км². Плотность населения — 136,6 чел./км².

## История
Город основан 28 декабря 1995 года.

## Статистика
- Валовой внутренний продукт на 2003 год составляет 29 500 769,00 реалов (данные: Бразильский институт географии и статистики).
- Валовой внутренний продукт на душу населения на 2003 год составляет 6616,01 реала (данные: Бразильский институт географии и статистики).
- Индекс развития человеческого потенциала на 2000 год составляет 0,784 (данные: Программа развития ООН).

## География
Климат местности: умеренный.